# Immense Blue
Immense Blue ist ein Jazzalbum von Olie Brice, Rachel Musson und Mark Sanders. Die am 6. Oktober 2022 im Veranstaltungsort Vortex, London, entstandenen Aufnahmen erschienen am 14. Januar 2024 auf Olie Brices eigenem Label West Hill Records.

## Hintergrund

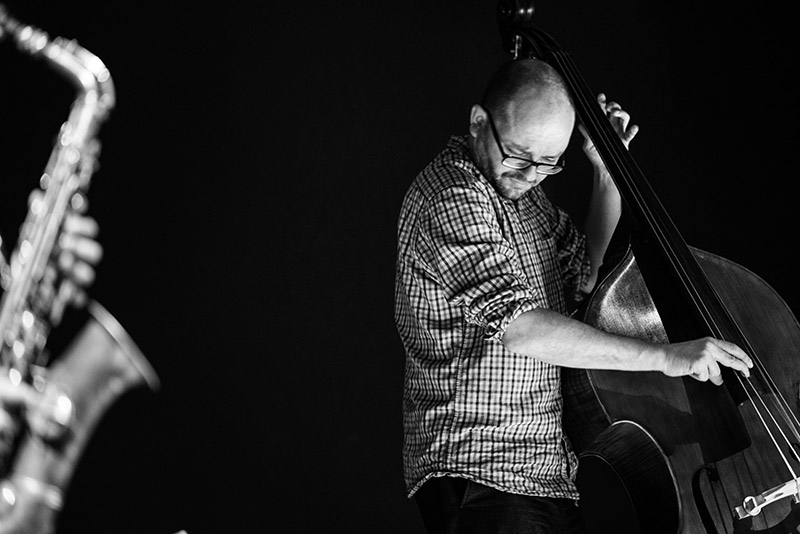
Olie Brice in Aarhus (2018)

Die Musiker Olie Brice (Kontrabass), Rachel Musson (Tenorsaxophon) und Mark Sanders (Schlagzeug) traten 2022 erstmals als Trio auf, wobei der Mitschnitt mit dem Titel Immense Blue entstand. Die drei Musiker haben vielfältige musikalische Hintergründe und hatten zuvor  in verschiedenen Formationen zusammengearbeitet, etwa Olie Brice/Mark Sanders bei Mikołaj Trzaska, Musson und Sanders im Trio mit John Edwards.
Der größte Teil des Mitschnitts besteht aus der Interaktion zwischen den drei Musikern, notiert Tony Dudley-Evans, es gebe aber auch ein paar kurze Solopassagen von Brice oder Sanders und auch einige Duo-Passagen zwischen Bass und Schlagzeug oder Saxophon und Bass. Der Mitschnitt des Konzerts besteht aus drei ausgedehnten Stücken, von denen das erste, „Jump the Hidden Balcony the Air“, mit 31 Minuten das längste ist.

## Titelliste
- Olie Brice, Rachel Musson, Mark Sanders: Immense Blue (West Hill Records)[4]

1. Jump the Hidden Balcony the Air 31:43
2. Streched Polyphone 11:04
3. Hollow Circle and Round Edge Scream 12:38

Die Kompositionen stammen von Olie Brice, Rachel Musson und Mark Sanders.

## Rezeption
Das Spiel folge einem charakteristischen Ansatz der britischen freien Improvisation; es würde sich zwischen Passagen energiegeladener Improvisation und besinnlicherer melodischer Interaktion bewegen, schrieb Tony Dudley-Evans in London Jazz News. Das musikalische Geschehen habe immer einen Puls, und es gebe auch Passagen, in denen die Musik recht stark swinge. Darüber hinaus erkunde jeder Spieler die Bandbreite seines Instruments; der Ton von Rachel Musson gehe oft in einen volleren, aggressiveren Klang über, der an das Spiel von Dewey Redman erinnern würde, bleibe aber immer tonal. Brice spielte hauptsächlich Pizzicato-Bass, beginne aber mit polyphonen Klängen auf dem gestrichenen Kontrabass, und Mark Sanders bringe wie immer eine Reihe von Klangfarben am Schlagzeug zum Vorschein.
Nach Ansicht von John Sharpe, der das Album in All About Jazz rezensierte,
vermittle  Musson  mit ihrer beeindruckenden Präsenz ihre kehligen, kantigen Linien in einem autoritativen Ton und nutze dabei die Kraft der Wiederholung und ausdrucksstarken Verzerrung, während sie zwischen einem integralen Bestandteil des spannenden Texturaustauschs und definitiv der Außenstimme der Hauptrolle wandelt. Jedes Mitglied vertrete dieselbe Dichotomie. In gewisser Weise würde Brice das Ensemble Erden, indem er eine solide Basis und eine drahtige, nachklingende Erzählung statt Experimente bietet, während Sanders‘ Werk klar, dynamisch und detailliert sei, ob es schattiert oder vorantreibt. Durch ein sich organisch entwickelndes Gewirr aus Klangfarbe, Tonhöhe und Puls erkunden sie jede mögliche Permutation in der Besetzung, um einen wunderbar kraftvollen Satz Free Jazz zu schaffen.